# Burnett Mountains
Burnett Mountains – pasmo górskie położone w środkowej części Alp Południowych, na Wyspie Południowej Nowej Zelandii. Najwyższym szczytem jest Mount Blackburn (2409 m n.p.m.). Pasmo od wschodu i południowego wschodu jest oddzielone od Gamack Range doliną rzeki Jollie River, na zachodzie znajduje się szeroka dolina Tasman River. Na północy Burnett Mountains przechodzi w pasmo Liebig Range.